# Abasolo
Abasolo – miasto w Meksyku, w stanie Guanajuato.